# Ван де Графов генератор
Ван де Графов генератор је електростатички генератор за добијање врло високих напона. Ван де Графов генератор користи покретну траку за прикупљање наелектрисања на шупљој металној кугли. Носи име по америчком физичару Роберту Ван де Графу.

## Историја
Идеја да се као високо напонски извори користе машине са трењем употребом ротирајућих дискова или каиша потиче још из XVII века.
Физичар Роберт Ј. Ван де Граф развио је овај генератор 1929. године на универзитету Принстон. Први модел који је користио свилене каише настао је октобра 1929. године. Верзија из 1931. године је према патентној декларацији производила милион волти напона.

## Састав генератора и систем рада
Генератор се састоји из великог шупљег проводника 1 (на слици лево), приближно сферног облика, који је постављен на шупљем изолаторском стубу 2. Унутар изолаторског
стуба се налази бескрајни каиш 3 од гумираног платна или свилене тканине, који је навучен на два обртна ваљка (каишника) 4, од којих се доњи покреће мотором М.
Каиш игра улогу преносне куглице код електростатичког генератора за врло високе напоне. Покретни бесконачни каиш (који је изолатор) се електрички оптерећује помоћу система шиљака 5, који су проводном везом повезани са једним полом електричног извора. Други пол извора је везан за земљу преко система уземљења. Напон извора је обично 10.000 до 20.000 V. Насупрот шиљцима, а са друге стране каиша, налази се уземљена метална плоча 6 (тачкасто назначена на слици) која повећава ефект шиљака и тако
повећава количину електрицитета која са шиљака прелази на покретни каиш.
Када наелектрисања која носи каиш наиђу испред система шиљака 7 повезаног са унутрашњом површином шупље електроде, захваљујући дејству шиљака она прелазе на шупљу електроду и локализују се на њеној спољашњој површини. Доношење све новијих и новијих количина електрицитета на шупљу електроду доводи до повећања њеног потенцијала (напона) у односу на земљу. Раст потенцијала је ограничен појавом јонизованости ваздуха под дејством врло јаког електричног поља на површини шупље електроде. Помоћу оваквих генератора могуће је остварити напоне реда 3-5 милиона волти.